# Dánia vasúti közlekedése

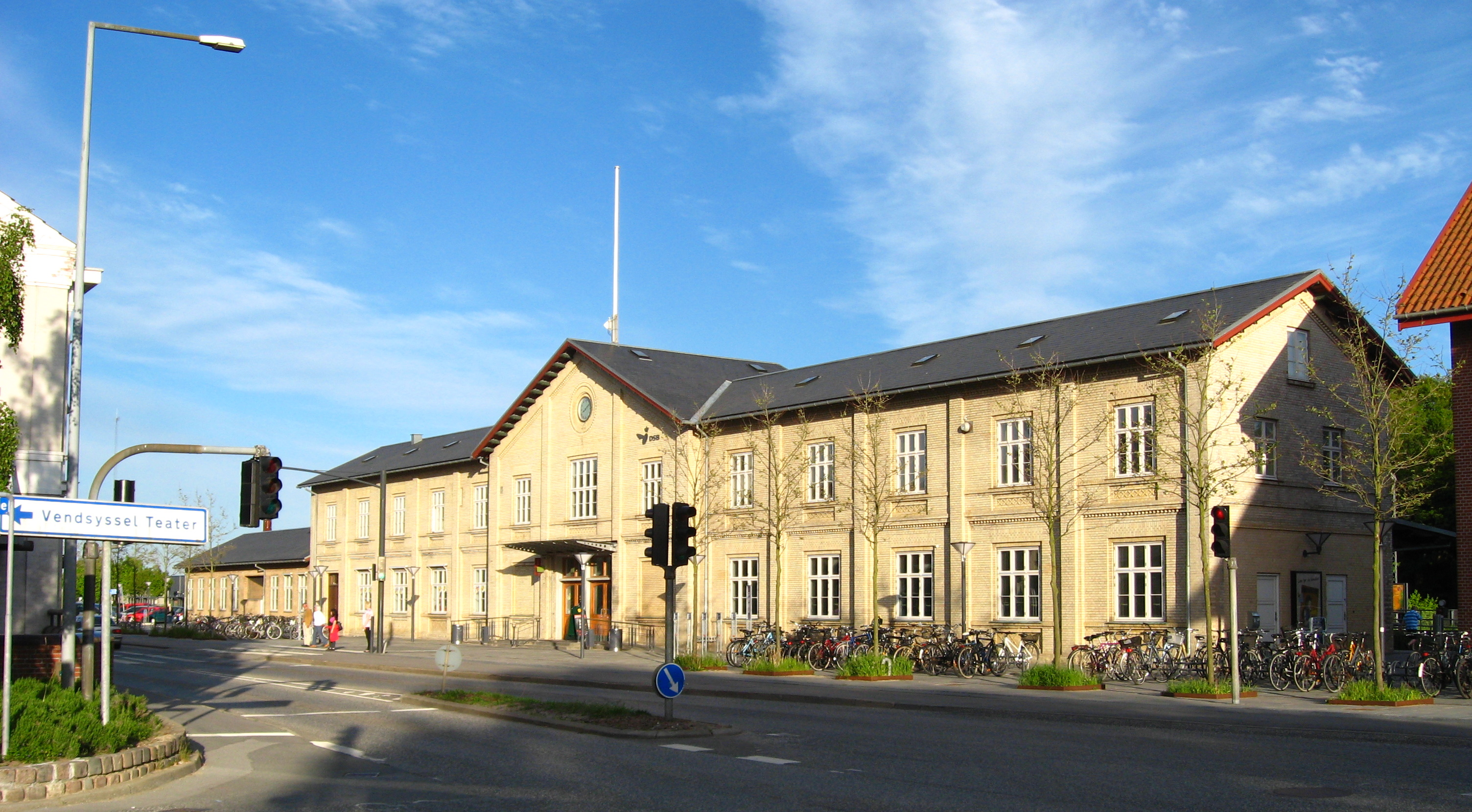
Hjoerring állomása

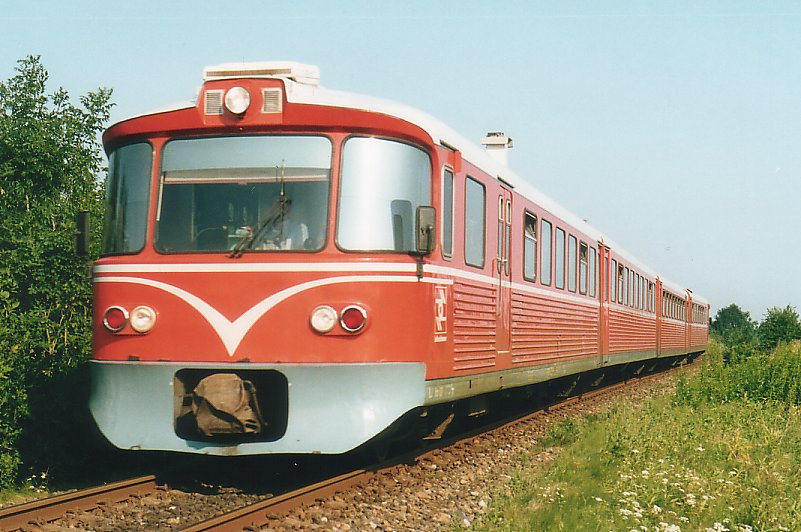
A Lollandsbanen nevű vasútvonal

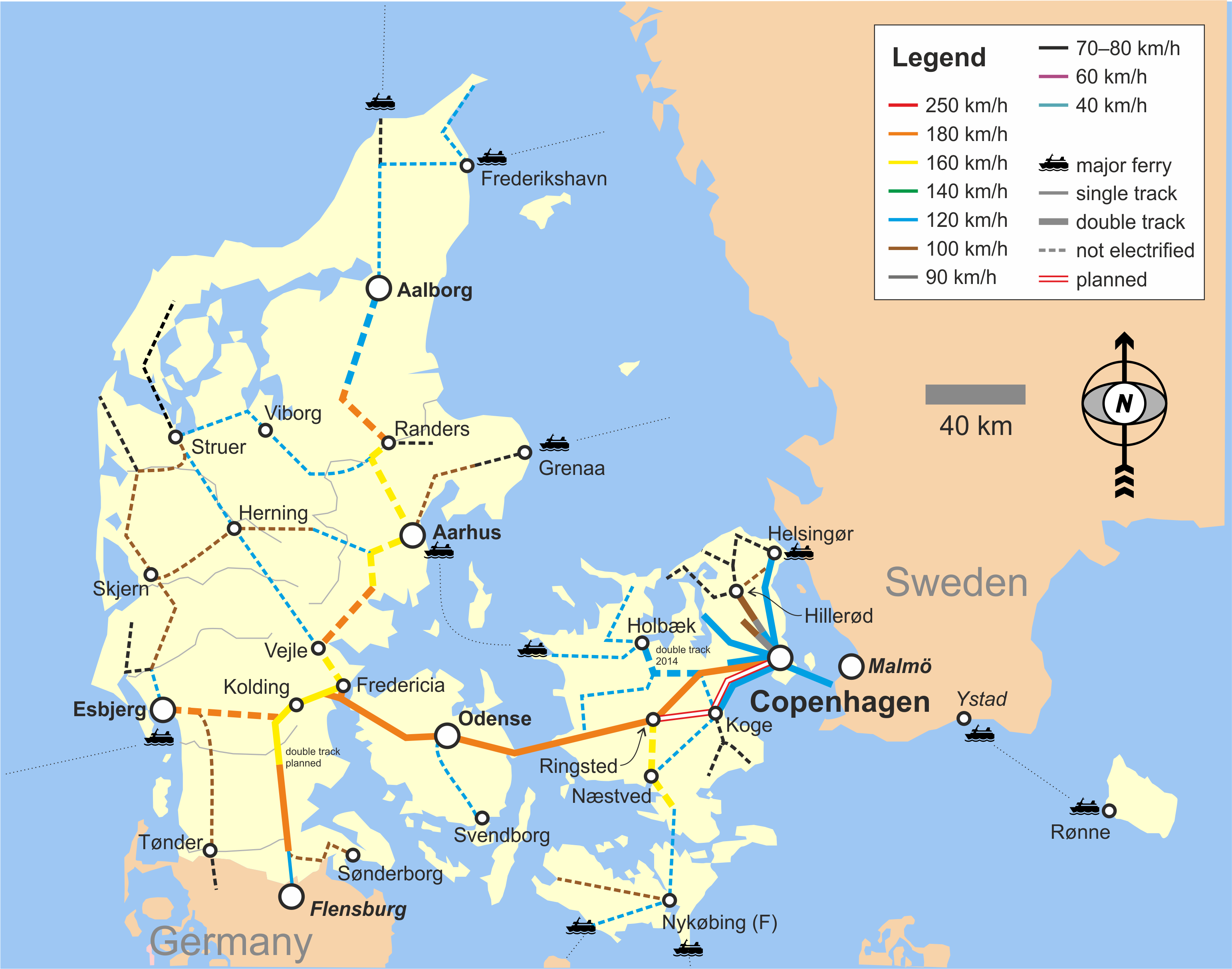
Dánia vasúthálózata

A mindössze 2667 km hosszú vasúthálózatot magáénak tudható, több szigeten elterülő Dánia valószínűleg Európa perifériájának számítana, ha nem rajta keresztül bonyolódna majdnem a teljes észak–dél irányú teherforgalom. Különösen megnőtt az ország jelentősége azáltal, hogy immár mind közúton, mint vasúton komp nélkül meg lehet tenni az utat Svédország és Németország között. Azért persze a kompok sem szűntek meg. Részben azért, mert áraikat csökkentve még mindig olyan szolgáltatást képesek nyújtani, amely versenyképes az új hidak és az autópályák díjaival, másrészt mivel egyes viszonylatokon még mindig gyorsabb, ha a kompot veszik igénybe.
Persze a tehervonatok annyira nem sietnek, így azok szigetről szigetre keresztülhaladva az országon immár kompozás nélkül érnek el céljukhoz. Ez azért is előnyös, mivel a vasúti kompozás a technológiai sajátosságok miatt idő-, létszám- és eszközigényes tevékenység.

## A dán vasúti liberalizáció
Az ország fontos tranzitszerepének ismeretében különösen örömteli, hogy a dánok kulcsszerepüket nem a monopolhelyzetű vasúttársaságuk megsegítésére használták fel, hanem a svéd és német államokhoz hasonlóan, ők is a pályák szabad hozzáférése mellett döntöttek.
1999. január 1-jére már több részre darabolták a „Danske Statsbaner”-t (DSB). A személyszállításra három leányvállalat jött létre: a DSB InterCity, a DSB Regio és a DSB S-Tog; utóbbi a Koppenhága körüli elővárosi közlekedésért felelős. A DSB Gods néven pedig az árufuvarozást szervezték ki. A pályák fenntartását és a forgalom irányítását jelenleg a Banedanmark nevű utódcég végzi.
Egy, a monopolhelyzet alól épp csak felszabaduló piacra nehéz újonnan érkezőknek betörni, és a vasút üzemeltetés piacán ez nem tűnik különösen túl jövedelmezőnek. Célravezetőbb lehet a korábbi céget felvásárolni. Így tett a német állami vasúttársaság áruszállító cége, és az épp két éve leválasztott DSB Cargo céget 2001. január 1-jén megvette, ami felvéve az anyavállalat nevét, ma Railion Denmark A/S néven végzi tevékenységét.

## Dánia vasúti személyszállítása
Noha a DSB személyszállító cégeinek teljesítménye évről évre csökkenést mutat, a 147,8 millió elszállított utas a hálózat méretére vetítve kiemelkedően jó eredménynek számít. Természetesen a forgalom jelentős része a főváros környékén bonyolódik, itt 87,9 millió fő utazott egy év alatt az S-tog vonatokkal.
A magánvasút üzemeltetésének több módja is előfordul Dániában. A legújabb az, hogy a DSB Regióról választanak le vonalakat, átadva azokat az olcsóbb üzemeltetést ígérő újonnan érkezetteknek. 2002. december 15-e óta a több liberalizált vasúti piacú ország vonalain is jelen lévő Arriva hozta létre dán cégét Arriva Denmark néven. A cég hét évre nyerte el az üzemeltetés jogát ország nyugati részének egészén. Kezdetben a DSB-től bérelnek 40 motorvonatot a forgalom lebonyolításához, ám hamarosan érkeznek az új Alstom LHB Coradia LINT motorvonatok, melyek a legkorszerűbbek közé tartoznak Európában.
Néhány szárnyvonal soha nem tartozott a DSB-hez. Így ezek pályáira sem terjed ki a liberalizáció. E vonalak sajátossága, hogy a pályafenntartás sem a DSB feladata volt, azt legfeljebb megrendelésre végezte. E hálózatokon néhány járművel (főleg rövid motorvonatokkal) bonyolódik a forgalom, egész minimális személyzettel, gazdaságosan.
Ezek az „igazi” magánvasutak együttes 535 km-en végeznek személyszállítást. Pontosan ennyi volt már az 1980-as évek elején is. Jelenleg 11 társaság végzi e vonalak üzemeltetését, melyből a legkisebb cég mindössze 7,8 km-t, a legnagyobb 100 km-t felügyel. Az Arriva lehengerlő nyugat-dániai térnyerése az ottani magánvasútra is kihatott. A nagyobb egység érdekében ugyanis az Arriva megvette azt a mellékvonalat, mely az ő területéből ágazik ki. Ezzel fenntartási bázisra is szert tett egyidejűleg, ahová az új LINT motorvonatokat szánják. Megszüntetve ezzel még egy további bérleti költséget, melyet a DSB-s telephelyért fizettek.
A kis vonalhossz miatt önálló pályafenntartási gépparkot egyik magánvasút sem tudna fenntartani, a DSB-re hagyatkozni meg igencsak kockázatos. Mivel az együttes vonalhosszuk 25%-a a DSB vonalainak, ami már rentábilis méret, így az együttesen olcsóbb jármű beszerzéseikhez és a fenntartási járműveik üzemeltetéséhez Hovedstadens Lokalbaner A/S néven hat Koppenhága környéki magánvasút közös céget hozott létre. Ez már azért is életszerű, mert több magánvasúti hálózat is érintkezik egymással, ami miatt a napi kapcsolat egyébként is adott.
A nagy társaság mégis a DSB, amely Európa szerte egyedülálló módon egységesítette a távolsági személyszállítását, melynek hatására egy nagyon rugalmas és homogén rendszer jött létre. A járműbeszerzéseik során ugyanis egy jellegzetes (egyedi homlok oldala miatt „gumiorrnak” becézett) járműveket szerzett be főleg dízel, de kisebb számban villany kivitelben is. E járművek automatikusan szét- és összeakaszthatók alig néhány másodperc alatt. Sőt a járművek már menet közben leakadnak a szükséges helyen, egymástól néhány méterre állva meg. E módszer hatására sikerült elérni, hogy akár minden egység más célállomásra közlekedhet. Így minden nagyobb városból közvetlen vonat közlekedik a fővárosba és vissza. A kényelem, az átszállásmentes közlekedés, a pontosság nagy előnye DSB-nek, ami indokolhatja az előnytelen földrajzi helyzet (több szigeten elterülő ország) ellenére a vasút nagy népszerűségét.
A hajózásmentes vonatközlekedés biztosításhoz két helyen kellett hidat építeni. Az elsőt az ország közepén Nyborg és Korsor között. Ennek (is) köszönhetően az 1980-as évek elejei 3 óra 40 perces menettartam 2 óra 3 percre szelídült. Ennél is nagyobb hatású az Øresund-szoroson átvezető híd, alagút, mesterséges sziget rendszer. A 40 perces komp menettartamot és a kikötők és a város közötti autóbusz utat 35 perces, a koppenhágai repülőteret is érintő vonatút váltotta fel. A két város között nappal 20 percenként, éjszaka óránként jár a vonat a hét minden napján.

## Dán vasúti árufuvarozás
A Railion belépését valószínűleg a piacszerzés motiválta a dán piacra. A német cég elég egyedülálló módon bőségesen szolgáltat teljesítmény és gazdasági adatokat. Ezekből tudható, hogy a dán leányvállalat évről évre növekvő veszteséget produkál, 2002-ben még csak 45 millió dán koronát, ami 2003-ra 112 millióra nőtt. E veszteség alapvető oka a növekvő (svéd) konkurencia legyőzése miatt kialakult árversenyben keresendő. A pályahasználati díj megfizetésével ugyanis több svéd magántársaság saját mozdonyával és személyzetével egészen Németország közepéig lejön. Különösen nagy feltűnést keltettek annak idején az ilyen elven közlekedő IKEA vonatok. A svéd magáncégek e tevékenységükhöz Németországban sikeresen találtak magánvasutakat, akikkel együttműködve a Railion óriás megkerülésével is szolgáltathatnak.
A kialakult helyzet miatt a Railion a hatékonyság növelésére, továbbá az Öresund-szoroson Svédországba átkelő vonatokra, a konténer és teherautó utánfutók szállítására kívánja helyezni a hangsúlyt. Az árverseny mindenesetre, ha az eredményességre nem is, a forgalomra jó hatással volt. A 3,1%-os árumennyiség-növekedés szép eredmény a nyugati piacon. A 7,4 millió tonna áruból 4 millió tonna származik a nemzetközi forgalomból. Ez utóbbi azonban csökkenő adat (–1,2% 2002-höz képest), ami a konkurencia térnyerésére utal.

## Jövőbeli tervek
A dán kormány nagy többséggel jóváhagyott egy 100 milliárd dán koronás, 17,2 milliárd dolláros tervet, amelyet 2010 és 2020 között a vasúti infrastruktúra fejlesztésébe fektetnek be. A legtöbb befektetés célja a közösségi közlekedés javítása, mivel ott a legnagyobb az elmaradás. A cél a többlet kapacitás biztosítása, a növekvő utazási igények kielégítése. A terv részeként 24 milliárd dán koronát kíván az infrastruktúra igazgatója az ERTMS fejlesztésére költeni, amely 2020-ig felváltaná a jelenlegi biztosítóberendezési rendszert. Az ERTMS rendszert legelőször a Koppenhága - Malmö, Svédország, az Øresund hídon valósítanák meg, összhangban a Malmői alagút megnyitásával, melyet ERTMS rendszerrel látnak el.
Az eljutási idő Koppenhága - Odense vonalon 15 perccel lesz rövidebb, és 1 órára csökken. Ugyancsak 1 órára csökken majd az utazási idő Aarhus - Aalborg között. A jelentős nagyvárosok között az egyórás eljutási idő megvalósításához a jelzőberendezések modernizálása mellett, új, 200 km/h sebességre alkalmas vonalakat építenek ki.

## Vasúti kapcsolata más országokkal
- Svédország - azonos nyomtáv – eltérő áramrendszer 15 kV 16,7 Hz AC / 25 kV 50 Hz AC az Øresund hídon át
- Németország - azonos nyomtáv – eltérő áramrendszer 15 kV AC / 25 kV AC
- Norvégia - azonos nyomtáv – azonos áramrendszer